# 富勒大廈

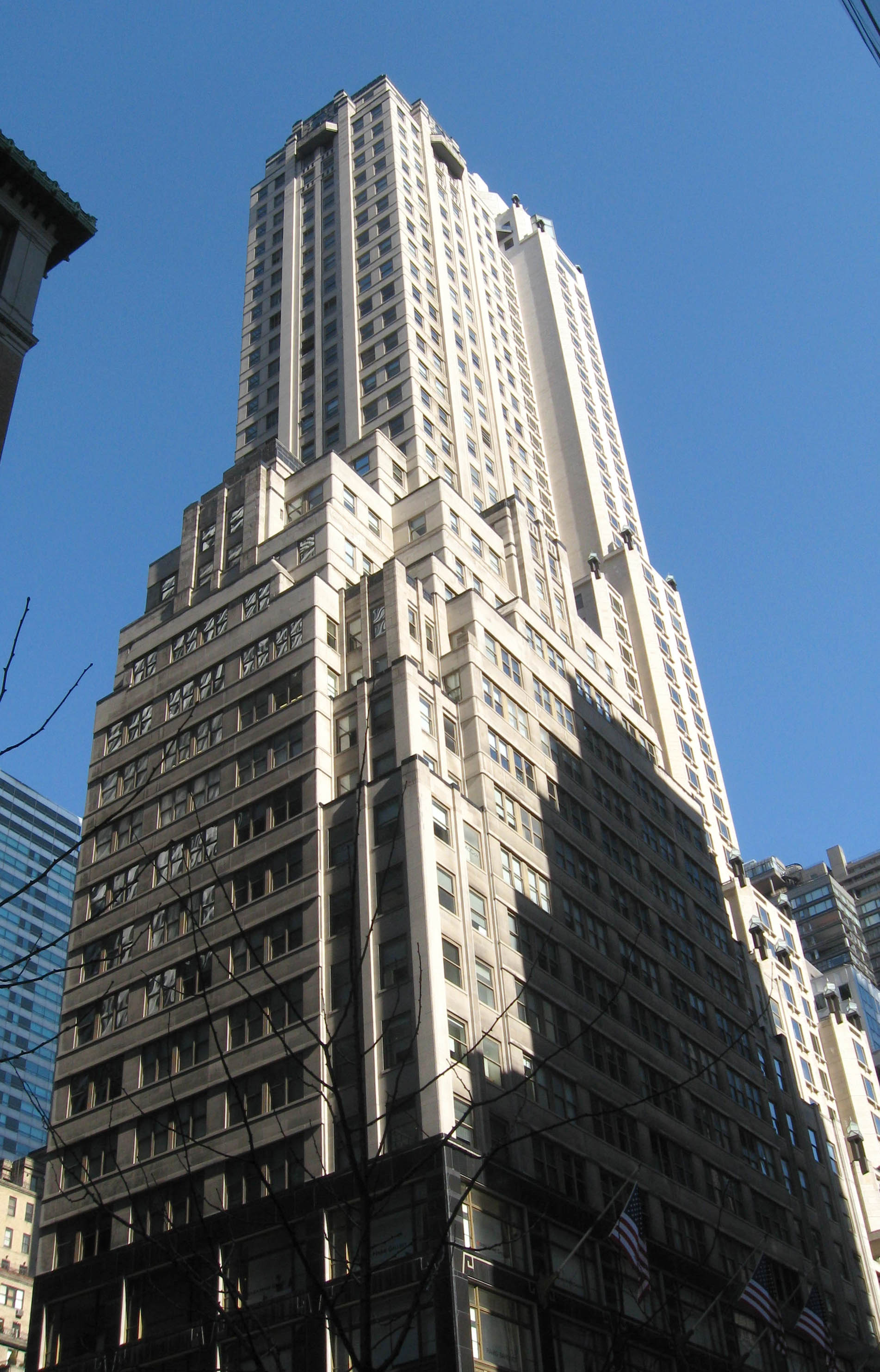

富勒大廈（Fuller Building）是美國紐約市的一座摩天大廈，位於曼哈頓中城。這座建築修建於1928年至1929年之間，共有40層。

## 外部連結
- 维基共享资源上的相關多媒體資源：富勒大廈
- Midtown Book, The Fuller Building （页面存档备份，存于）